# Pristurus insignis
Pristurus insignis är en ödleart som beskrevs av  Blanford 1881. Pristurus insignis ingår i släktet Pristurus och familjen geckoödlor. IUCN kategoriserar arten globalt som livskraftig. Inga underarter finns listade i Catalogue of Life.